# Aliens in the Attic
Aliens in the Attic este un film de comedie de familie americană, din 2009, al familiei Fox si Regency Enterprises , cu Carter Jenkins , Austin Butler , Ashley Tisdale , Gillian Vigman , Andy Richter , Doris Roberts , Robert Hoffman , Kevin Nealon , Tim Meadows , Henri Young, Regan Young, Josh Peck , JK Simmons , Kari Wahlgren și Thomas Haden Church . Complotul se învârte în jurul copiilor din familia Pearson care trebuie să-și apere casa de vacanță împotriva unui grup de extratereștri care intenționează o invazie a Pământului până când unul dintre străini le trădează și se alătură copiilor Pearson în luptă. Filmul a fost intitulat anterior " They came from Upstairs" , care este folosit ca linia de tag-uri a filmului. A fost lansat și un joc video cu același nume. Extratereștrii din Mansarda au primit recenzii mixte de la criticii de film, dar au fost un succes minor in box office. Cu toate acestea, Rotten Tomatoes ia dat un rating de 31%. Filmul a fost regizat de John Schultz .

## Plot
O ploaie de meteoriți se propagă prin spațiul deschis. Patru obiecte strălucitoare se văd ascunse în spatele ploii de meteoriți. Dintr-o dată, ploaia de meteoriți își schimbă brusc direcția și se îndreaptă spre îndepărtata planetă Pământ.
Într-o suburbie din Chicago, Stuart Pearson ( Kevin Nealon ) și soția sa Nina ( Gillian Vigman ) conduc o familie care include Hannah ( Ashley Boettcher ), sora Bethany ( Ashley Tisdale ) de 17 ani, reveniți dintr-o excursie secretă cu prietenul ei, Ricky Dillman ( Robert Hoffman ), și Tom Tom ( Carter Jenkins ) de 15 ani, al cărui nivel de liceu este scăzut. După ce a avut un argument cu Tom despre el că a intrat în site-ul școlii pentru a-și schimba notele și a hotărî că familia are nevoie de o bună colaborare veche, Stuart îi duce într-o casă de vacanță în mijlocul nicăieri. Împreună cu aceștia sunt Nathan "Nate" Pearson ( Andy Richter ), fiul său de 14 ani Jake ( Austin Butler ), Nana Rose ( Doris Roberts ) și gemenii în vârstă de 12 ani Art (Henri Young) Tineri). Ricky ajung, de asemenea, în mod neașteptat și își vorbește drumul peste noapte, oferindu-i impresia că mașina lui sa desprins și trebuie reparată (deși a scos în secret unul dintre prize), astfel încât să-și petreacă timpul cu Bethany, plus spunând că are 18 ani.
În timp ce familia se stabilește, norii întunecați se întorc în jurul casei. Dintr-o dată, cele patru păstăi strălucitoare se așează pe acoperiș. Se ridică un echipaj străin , alcătuit din Skip ( JK Simmons ), comandantul dur, tare, Tazer ( Biserica Thomas Haden ), o tipă legată de mușchi înarmați pe dinți, Razor ( Kari Wahlgren ), o soldată gravă, , și Sparks ( Josh Peck ), un techie cu patru arme, care este singurul intruder care nu amenință să-și piardă rănile. De vreme ce extratereștrii s-au prăbușit în antena satelit, Ricky și Tom sunt trimiși să o repare. La mansarda, Ricky îi dezvăluie lui Tom că el a mințit că mașina se descompune și vârsta lui; Ricky este de fapt la facultate și are 21 de ani, cu patru ani mai mare decât Bethany. Ricky îl trimite pe Tom pentru a fixa antena de satelit singur, dar nu se repară. Investigând mai departe, Tom și Jake (care apare în mod neașteptat pe acoperiș) descoperă străinii. Ricky este împușcat de Tazor cu un "plug de control al minții", care permite străinilor să-l controleze printr-o telecomandă. Străinii, numiți "zirconieni", pretind planeta. Ca o marionetă, Ricky atacă băieții, dar Tom și Jake reușesc să se întoarcă în casă.
Nu cu mult timp înainte ca toți cei cinci copii să fi văzut extratereștrii, cu excepția lui Bethany. Ei descoperă în curând că prizele externe de control al minții nu funcționează asupra copiilor, oferindu-le șanse de luptă și își dau seama că au responsabilitatea de a proteja adulții, păstrând secretul existenței străinilor. Copiii creează arme improvizate, cum ar fi o armă de cartofi de cartofi de casă, și resping primul atac extraterestru de la mansardă. În acest proces, ei obțin controlul de la distanță al lui Ricky și îl transformă împotriva străinilor.
Copiii orchestrează o schemă de a scoate adulții din casă și apoi de a ambuscui străinii în timp ce încearcă să ajungă la subsol prin orificiile de ventilație, provocându-i pe spărgătorii tehnologici buni să se despartă. Îl întâlnește pe Hannah și ei devin prieteni. Spre deosebire de cohortele sale extraterestre, Sparks urăște lupta; el vrea doar să se întoarcă acasă la familia sa și el îi ajută făcând arme pentru ei. El a dezvăluit, de asemenea, coechipierii lui sunt după o mașină îngropată sub pivniță de mai mulți ani. Copiii au uitat de bunica lor, iar mintea extratereștrilor o controlează, ceea ce îi dă puterea și agilitatea supraomenească, dar ei obțin controlul ei, iar ea îl învinge pe Ricky (acum sub control străin) într-o scenă care amintește de un joc video ninja de luptă. Cu toate acestea, extratereștrii reușesc să captureze Jake și Sparks, de care au nevoie pentru a-și îndeplini misiunea.
Copiii dezvăluie în sfârșit lui Bethany evenimentele care au loc. Cei cinci îi salvează pe Jake în subsol. Ricky îl insultă apoi pe Tom și pe ceilalți și se destramă cu Bethany pentru că ea mereu vorbește despre sentimente și familie și pleacă. Copiii atacă extratereștrii și salvează Sparks, dar Skip reușește să folosească mașina de mărire, ridicându-se la 30 de metri înălțime, și cheamă navele de invazie zirconiene. Îl înfruntă și-l micsorează din nou. Tazer și Razor (care s-au îndrăgostit) fug, în timp ce Skip este aspirat în mașină, care a fost deteriorat în proces și a defectat și explodează. Sparks oprește invazia și se întoarce acasă după ce-și spune la revedere. Tom și Stuart se împacă și restul vacanței revine la normal, cu excepția faptului că copiii s-au apropiat unul de altul în timpul aventurii lor. În depărtare Skip, care a fost redus la o dimensiune chiar mai mică decât înainte, apare aplecat de răzbunare, dar își întâlnește dispariția atunci când o cioară zboară și o apucă.
Într-o scenă la mijlocul perioadei de credite, Bethany și Tom se răzbună pe Ricky pentru că s-au despărțit de ea și i-au insultat familia făcându-l să pară un nebun în fața noii sale prietene Annie Filkins, folosind dispozitivul de control al minții străine. Bethany comentează "Îmi păstrez acest lucru" după ce am folosit dispozitivul pentru al face pe Ricky să-și aterizeze testiculele.

## Distribuție
- Carter Jenkins - Tom Pearson
- Austin Butler - Jake Pearson
- Ashley Tisdale - Bethany Pearson
- Ashley Boettcher în calitate de Hannah Pearson
- Henri Young - Art Pearson
- Regan Young - Lee Pearson
- Robert Hoffman în rolul lui Ricky Dillman
- Kevin Nealon ca Stuart Pearson
- Gillian Vigman - Nina Pearson
- Andy Richter - Nate Pearson
- Doris Roberts - Nana Rose Pearson
- Tim Meadows - Doug Armstrong
- Malese Jow - Julie

Distribuția vocii
- Josh Peck - Sparks
- JK Simmons - Skips
- Kari Wahlgren - Razor
- Thomas Haden Church - Tazer

## Producție

### Dezvoltare
Scenariul a fost scris de Mark Burton și Adam F. Goldberg. Filmul este cofinanțat de Fox și Regency în timp ce este distribuit de Fox.   Fox a terminat scenariul în martie 2006.  Marc Resteghini supraveghea pentru Fox în timp ce Kara Francis Smith păstori pentru Regency. Barry Josephson a fost confirmat ca principal producător, în timp ce Thor Freudenthal a fost angajat pentru a conduce producția principală.  Producția principală a început în martie 2007.  Filmul a fost inițial intitulat " They came from Upstairs", dar mai târziu a fost schimbat la " Aliens in the Attic", în timp ce primul titlu este utilizat ca linia de tag-uri a filmului.  Implicarea lui Ashley Tisdale în film a fost confirmată în ianuarie 2008, când a fost distribuită ca Bethany Pearson.  Robert Hoffman , Carter Jenkins și Austin Butlerau fost mai târziu distribuite în film. Doris Roberts a fost semnat pentru film în februarie 2008.  MTV a confirmat că Josh Peck sa alăturat emisiunii ca vocea străinilor Sparks.  John Debney a compus nota inițială pentru film. Tisdale a inregistrat o piesa intitulata "Switch" pentru film, care este inclusa si in cel de-al doilea album, Guilty Pleasure . Original soundtrack-ul filmului a fost lansat pe 18 august 2009. 

### Filmare
Fotografia principală a început la sfârșitul lunii ianuarie 2008 în Auckland , Noua Zeelandă .   Compania de producție New Upstairs Productions, din Auckland, a declarat că filmarea va dura 30-40 de zile între 28 ianuarie și 18 aprilie 2008, fără filmări la sfârșit de săptămână.  Filmul a fost stabilit într-o vilă veche care a fost transportată de la Remuera la o fermă din North Auckland. Setul principal a fost un conac vechi și au cheltuit 700.000 de dolari pentru restaurarea casei.  Fotografia principală sa încheiat la mijlocul lunii martie 2008.  Tisdale, Butler și Jenkins s-au întors la scenă pentru a filma scenele din ultimul minut pentru film în aprilie 2009.  

## Lansare
Filmul a fost lansat pe 30 iulie 2009, în Rusia și Malaysia ; 31 iulie 2009 în Statele Unite , Canada și Bulgaria ; 12 august în Regatul Unit ; 3 septembrie 2009 în Australia. Data lansării originale a filmului a fost în ianuarie 2009, dar a fost împinsă din motive necunoscute. Comunicatul britanic a coincis, de asemenea, cu o licitație de caritate pentru Salvați Copiii, care a colaborat cu eBay și 20th Century Fox, în care diverse vedete, inclusiv mai mulți actori din film, au vândut obiecte din mansardă pentru a strânge bani pentru caritate.

## Receptare

### Critica
Recenzările străinilor din pod au fost amestecate negative; filmul deține un rating de 31% "rotten" pe Rotten Tomatoes bazat pe 71 de recenzii, cu consensul care spune "Inofensiv și prietenos pentru copii, această comedie familială de familie este lumină pe imaginație." Metacritic oferă filmului un scor de 42 pe baza a 10 recenzii. 
Entertainment Weekly descrie filmul ca fiind "o aventură inutilă și inofensivă în familie, care nu atacă în mod psihic setul de 12 și arată foarte mult",  timp ce San Francisco Chronicle a descris filmul ca fiind neoriginal și mulțimea plăcută. 
Soiul a declarat că filmul va atrage, în mod inevitabil, în primul rând la o demografie mai îngustă a tweens și pre-adolescenți și, în ciuda prezenței lui Tisdale, este greu de imaginat mulți cumpărători de bilete cu vârste între 12 și 18  timp ce The New York Timesdescriu Jenkins și Butler ca actori cu mai multă personalitate și Hoffman ca actor care oferă ocaziile amuzante ale filmului și a declarat că, deși este creditată ca unul dintre personajele principale, Tisdale își petrece cea mai mare parte a filmului pe ecran. 
Los Angeles Times a declarat că filmul este "un film plăcut pentru copii, dar nu un clasic din afara lumii" și a menționat, de asemenea, că filmul aparține lui Hoffman  iar Kirk Honeycutt de la The Hollywood Reporter a declarat că regizorul John Schultz a jucat tot pentru a râde și a câștiga mai mult decât câteva, dar efectele tehnologice oferă un număr destul de râde și descriu filmul ca o "comedie de familie amuzantă".  Radio Times a acordat filmului un rating de trei stele din cinci stele, spunând că filmul este "un fir de copii palpitant, cu suficiente referințe culturale pop-culturale pentru a menține interesul celor în vârstă". 
Fundația Dove a apreciat filmul, spunând că este "unul dintre acele filme pe care le considerați mai bune decât se aștepta" și a spus că filmul se bazează pe realismul dinamicii familiei.  Lara Martin de la Digital Spy a descris filmul ca fiind un amestec prietenos cu copiii de bărbați în negru încrucișați cu Gremlin, cu o doză sănătoasă de violență de tip Home Alone și a menționat, de asemenea, că una dintre cele mai mari dezamăgiri din film este lipsa timpului de screening acordat lui Tisdale, considerată ca fiind unul dintre principalii actori, care "devine un început promițător pe măsură ce se răzvrătește împotriva părinților și a struturilor sale în bikini, dar ea a fost retrogradată imediat la furajele de fond pur acolo pentru a oferi oportunități excesive străin-controlate Ricky să stralucească "și a concluzionat spunând că pare" o pierdere bizară și tristă a talentului ei evident de comedie ".  Cu toate acestea, The Miami Herald a făcut o revizuire mixtă către negativă, spunând că filmul este un film de film pentru copii de acțiune și animație, are câteva mesaje pozitive, câteva râde și câteva lovituri comice. 

### Box office
Alienii din Mansarda au fost un succes minor. În Statele Unite, filmul a fost distribuit de 3 106 de teatre și a încasat 8 milioane de dolari în weekend-ul său de deschidere, rezultând în numărul 5 în box-office.  Filmul a însumat echivalentul a 1,3 milioane de dolari SUA în Rusia , 10 milioane în Statele Unite și un total de 57 milioane de dolari în întreaga lume.  

## Premii și nominalizări
- 2009 Premii Teen Choice
  - Film Star: Femeie - Ashley Tisdale (nominalizare)
- 2010 Young Artist Awards
  - Tânărul ansamblu Distribuție: Megan Parker, Henri Young, Regan Young, Austin Robert Butler, Carter Jenkins (Nominalizare)

## Home media
Filmul a fost lansat pe DVD și Blu-ray pe 3 noiembrie 2009.

## Joc video
Un joc video bazat pe film a fost lansat pe 4 august 2009, dezvoltat de Revistronic și publicat de Playlogic . Jocul conține povestea filmului și este disponibil pentru Wii , PlayStation 2 , Nintendo DS și Microsoft Windows . Jocul oferă, de asemenea jucătorilor, două perspective de joc diferite, în funcție de ce jucători de pe platforma de jocuri video aleg.  Jocul permite jucătorului să joace ca Tom, Hannah, Jake, Art, Lee, Bethany sau cei patru exploratori străini pe 15 nivele.